# Văn minh Etrusca
Văn minh Etrusca (phiên âm tiếng Việt: Ê-tơ-ru-xcơ) là một nền văn minh cổ đại của Ý từng tồn tại ở khu vực Etruria mà ngày nay tương ứng với vùng Toscana, phía nam sông Arno, phía tây Umbria, phía bắc Lazio, thung lũng sông Po mà ngày nay là vùng Emilia-Romagna, phía đông nam Lombardia và miền nam Veneto, và ở một số vùng thuộc Campania.
Nền văn hóa được coi là của người Etrusca đã phát triển ở Ý vào khoảng năm 900 TCN, xấp xỉ cùng thời với nền văn hóa Villanova của thời kỳ đồ sắt và được xem như là giai đoạn đầu tiên của nền văn minh Etrusca, nó có nguồn gốc từ nền văn hóa Villanova nguyên thủy thuộc thời đại đồ đồng. Nền văn minh Etrusca đã tồn tại cho tới khi nó bị đồng hóa vào xã hội La Mã, điều này bắt đầu từ giai đoạn cuối thế kỷ thứ 4 TCN bằng các cuộc chiến tranh La Mã–Etrusca, tiếp nối sau đó là bằng việc cấp quyền công dân La Mã từ năm 90 TCN và kết thúc bằng việc đế quốc La Mã được thiết lập vào năm 27 TCN. Trong giai đoạn cuối của thời kỳ Villanova (vào khoảng năm 750 TCN), văn hóa Etrusca đã chịu ảnh hưởng của nền văn hóa Hy Lạp cổ đại khi người Hy Lạp bắt đầu thành lập các thuộc địa ở miền Nam Ý trong thời kỳ Cổ xưa (thời kỳ Đông Phương Hóa) và trong thời kỳ Cổ điển sau này. Vào giai đoạn đỉnh cao của nó, trong thời kỳ thành Rome được xây dựng nên và thời kỳ vương quốc La Mã, nền văn minh Etrusca đã phát triển rực rỡ ở ba liên minh các thành bang: ở Etruria (Toscana, Latium và Umbria), ở thung lũng sông Po cùng miền đông của dãy Anpơ và ở Campania. Liên minh nằm ở miền Bắc Ý được đề cập tới trong tác phẩm của Livius. Sự suy yếu đã diễn ra một cách dần dần nhưng từ năm 500 TCN trở đi thì vận mệnh chính trị của Ý đã tuột khỏi bàn tay của người Etrusca cùng với sự trỗi dậy của cộng hòa La Mã.
Những bản khắc cổ xưa nhất của người Etrusca có niên đại là vào khoảng năm 700 TCN và được chứng thực ở miền nam Etruria, và mặc dù người Etrusca đã phát triển một hệ thống chữ viết riêng được vay mượn từ bảng chữ cái Euboea của người Hy Lạp, chúng ta mới chỉ hiểu được một phần nào đó của tiếng Etrusca, điều này khiến cho những hiểu biết ngày nay về xã hội và văn hóa của họ phụ thuộc chủ yếu vào các nguồn sau này và thường mang tính chê bai của người La Mã và Hy Lạp. Nền chính trị của họ dựa trên các thành phố nhỏ và có lẽ là đơn vị gia đình. Vào thời kỳ hoàng kim của mình, tầng lớp thượng lưu người Etrusca đã giàu lên nhanh chóng thông qua việc giao thương với người Celt ở phía Bắc và với người Hy Lạp ở miền nam, những ngôi mộ gia đình của họ được lấp đầy bằng những món đồ nhập khẩu xa xỉ. Nền văn hóa Hy Lạp Cổ xưa đã có ảnh hưởng to lớn đến nghệ thuật và kiến trúc của họ, đồng thời các câu chuyện thần thoại Hy Lạp cũng rõ ràng là rất quen thuộc với họ.

## Truyền thuyết và lịch sử

### Sắc tộc và tên gọi
Người Etrusca tự gọi họ là Rasenna, nó còn được đọc tắt là Rasna hoặc Raśna, trong khi người La Mã cổ đại lại gọi người Etrusca với tên gọi là người Tuscī hoặc Etruscī (số ít là Tuscus). Tên gọi La Mã của họ có nguồn gốc là từ thuật ngữ "Toscana" dùng để chỉ khu vực trung tâm của họ và "Etruria" mà có thể dùng để chỉ vùng đất rộng lớn của họ. Trong tiếng Attic Hy Lạp, người Etrusca được biết đến với tên gọi là người Tyrrhenia (Τυρρηνοί, Turrhēnoi, trước đó là Τυρσηνοί Tursēnoi), mà từ đó người La Mã đã chuyển hóa thành các tên gọi như Tyrrhēnī, Tyrrhēnia (Etruria), và Mare Tyrrhēnum (biển Tyrrhenia), điều này khiến cho một số người liên tưởng họ với người Teresh (một trong số các bộ tộc Hải nhân được người Ai Cập ghi lại tên).

### Chuyên khảo
- Abulafia, David (2011). The Great Sea: A Human History of the Mediterranean [Biển Lớn: Một lịch sử con người về Địa Trung Hải]. Cambridge: Nhà xuất bản Đại học Cambridge. ISBN 978-0-1953-2334-4.
- Bonfante, Giuliano; Bonfante, Larissa (2002). The Etruscan Language: An Introduction, Revised Editon [Ngôn ngữ Etrusca: Một dẫn nhập, bản duyệt lại]. Manchester và New York: Nhà xuất bản Đại học Manchester. ISBN 0-7190-5540-7.
- Bonfante, Larissa (2003). Etruscan dress [Cổ phục Etrusca]. Baltimore và London: Nhà xuất bản Đại học Johns Hopkins. ISBN 978-0-8018-7413-0.
- Brigg, Daphne Nash (2002). "Servants at a Rich Man's Feast: Early Etruscan Household Slaves and Their Procurement" [Kẻ hầu người hạ tại bữa tiệc của một phú hộ: Gia nô Etrusca thời kỳ sớm và quá trình tích lũy họ]. Etruscan Studies. Quyển 9 số 14. Hà Lan: De Gruyter. tr. 153–176. doi:10.1515/etst.2002.9.1.153.
- Bundrick, Sheramy D. (2019). Athens, Etruria, and the Many Lives of Greek Figured Pottery [Athens, Etruria, và cuộc sống nhiều mặt của đồ gốm có trang trí họa tiết Hy Lạp]. Winconsin: Nhà xuất bản Đại học Winconsin. ISBN 978-0-2993-2100-0.
- Caselli, Giovanni (2022). Etruria and the Origins of the Etruscans [Etruria và các nguồn gốc của người Etrusca]. Cambridge: Nhà xuất bản Đại học Cambridge. ISBN 978-1-5275-8475-4.
- D'Amato, Raffaele; Salimbeti, Andrea (2018). The Etruscans: 9th–2nd Centuries BC [Văn minh Etrusca: Thế kỷ thứ 9 – thứ 2 TCN]. Philadelphia: Bloomsbury Publishing. ISBN 978-1-4728-2832-3.
- de Grummond, Nancy Thomson (2006). Etruscan Myth, Sacred History, and Legend [Thần thoại, huyền sử, và huyền thoại Etrusca]. Philadelphia: Nhà xuất bản Đại học Pennsylvania. ISBN 1-9317-0786-3.
- Haynes, Sybille (2000). Etruscan Civilization: A Cultural History [Văn minh Etrusca: Một lịch sử văn hóa]. Los Angeles: Bảo tàng J. Paul Getty. ISBN 978-0-8923-6600-2.
- Izzet, Vedia (2007). The Archaeology of Etruscan Society [Khảo cổ học xã hội Etrusca]. Cambridge: Nhà xuất bản Đại học Cambridge. ISBN 978-1-1073-2091-8.
- Jannot, Jean-René (2005). Religion in Ancient Etruria [Tôn giáo ở Etruria cổ đại]. Los Angeles: Nhà xuất bản Đại học Winconsin. ISBN 0-2992-0844-3.
- Leighton, Robert (2004). Tarquinia: An Etruscan City [Tarquinia: Một đô thành Etrusca]. London: Duckworth. ISBN 978-0715631621.
- Magini, Leonardo (2014). Stars, Myths and Rituals in Etruscan Rome [Tinh tú, Huyền thoại và Nghi lễ ở La Mã thuộc Etrusca]. Đức: Springer International Publishing. ISBN 978-3-3190-7266-1.
- McDonald, Katherine (2021). Italy Before Rome [Italia trước La Mã]. Oxon và New York: Routledge. ISBN 978-0-4296-2970-9.
- Phan Hữu Dật (1998). Một số vấn đề về dân tộc học Việt Nam. Hà Nội: Nhà xuất bản Đại học Quốc gia Hà Nội.
- Potts, Charlotte Rose (2015). Religious Architecture in Latium and Etruria, c. 900-500 BC [Kiến trúc tôn giáo ở Latium và Etruria, k. 900-500 TCN]. Oxford: Nhà xuất bản Đại học Oxford. ISBN 978-0-1987-2207-6.
- Riva, Corinna (2020). A Short History of the Etruscans [Lược sử văn minh Etrusca]. Anh: Bloomsbury Publishing. ISBN 978-1-3501-8206-6.
- ——— (2020). The Urbanisation of Etruria: Funerary Practices and Social Change, 700-600 BC [Đô thị hóa Etruria: Tập tục mai táng và biến đổi xã hội, 700-600 TCN]. Cambridge: Nhà xuất bản Đại học Cambridge. ISBN 978-1-1074-2894-2.
- Shipley, Lucy (2017). The Etruscans: Lost Civilizations [Người Etrusca: Những nền văn minh đã mất]. London: Reaktion Books. ISBN 978-1-78023-832-6.
- ——— (2015). Experiencing Etruscan Pots: Ceramics, Bodies and Images in Etruria [Trải nghiệm bình hũ Etrusca: Đồ gốm, Thân thể và Hình tượng ở Etruria]. Oxford: Archeopress. ISBN 978-1-7849-1057-0.
- Steingräber, Stephan (2006). Abundance of Life: Etruscan Wall Painting [Tràn trề sức sống: Tranh tường Etrusca]. Los Angeles: Bảo tàng J. Paul Getty. ISBN 978-0-8923-6865-5.
- Stoddart, Simon (2020). Power and Place in Etruria: The Spatial Dynamics of a Mediterranean Civilization, 1200-500 BC [Quyền lực và nơi chốn ở Etruria: Tính năng động không gian của một nền văn minh Địa Trung Hải, 1200-500 TCN]. Cambridge và New York: Nhà xuất bản Đại học Cambridge. ISBN 978-0-5213-8075-1.
- ——— (2009). Historical Dictionary of the Etruscans [Từ điển lịch sử về văn minh Etrusca]. Toronto và Plymouth: Scarecrow Press. ISBN 978-0-8108-6304-0.
- Turfa, Jean MacIntosh (2012). Divining the Etruscan World: The Brontoscopic Calendar and Religious Practice [Bói toán trong thế giới Etrusca: Lịch sấm bói và thực hành tôn giáo]. Cambridge và New York: Nhà xuất bản Đại học Cambridge. ISBN 978-1-1070-0907-3.
- Vernesi, Cristiano; Caramelli, David; Dupanloup, Isabelle; và đồng nghiệp (2004). "The Etruscans: A Population-Genetic Study" [Văn minh Etrusca: Một nghiên cứu di truyền quần thể]. American Journal of Human Genetics. Quyển 74 số 4. tr. 694–704. doi:10.1086/383284. PMC 1181945. PMID 15015132.

### Tuyển tập
- Nhiều tác giả (2023). Elizabeth P. Baughana; Lisa C. Pieraccini (biên tập). Etruria and Anatolia: Material Connections and Artistic Exchange [Etruria và Tiểu Á: Liên hệ vật chất và trao đổi nghệ thuật]. Cambridge: Nhà xuất bản Đại học Cambridge. ISBN 978-1-0091-7889-1.
- Nhiều tác giả (2017). Alessandro Naso (biên tập). Etruscology [Ngành Etrusca học]. Đức: De Gruyter. ISBN 978-1-9340-7849-5.
- Nhiều tác giả (2015). Alexandra A. Carpino; Sinclair Bell (biên tập). A Companion to the Etruscans [Cẩm nang Etrusca]. Hoa Kỳ: Wiley. ISBN 978-1-1183-5495-7.
- Nhiều tác giả (2014). Jean MacIntosh Turfa (biên tập). The Etruscan World [Thế giới Etrusca]. Oxon và New York: Taylor & Francis. ISBN 978-1-1340-5523-4.
- Nhiều tác giả (2006). Nancy Thomson de Grummond; Erika Simon (biên tập). The Religion of the Etruscans [Tôn giáo Etrusca]. Austin: Nhà xuất bản Đại học Texas. ISBN 978-0-2927-0687-3.
- Nhiều tác giả (2004). Giovannangelo Camporeale (biên tập). The Etruscans Outside Etruria [Người Etrusca bên ngoài Etruria]. Thomas Micheal Hartmann biên dịch. Hoa Kỳ: Bảo tàng J. Paul Getty. ISBN 978-0-8923-6767-2.
- Nhiều tác giả (2002). Lee Horne (biên tập). Guide to the Etruscan and Roman Worlds at the University of Pennsylvania Museum of Archaeology and Anthropology [Cẩm nang về Thế giới La Mã và Etrusca tại Bảo tàng Khảo cổ học và Nhân học Đại học Pennsylvania]. Pennsylvania: Bảo tàng Khảo cổ học và Nhân học Đại học Pennsylvania.
- Nhiều tác giả (1996). John Franklin Hall (biên tập). Etruscan Italy: Etruscan Influences on the Civilizations of Italy from Antiquity to the Modern Era [Italia thuộc Etrusca: Ảnh hưởng của người Etrusca lên các nền văn minh ở Italia tự cổ chí kim]. Hoa Kỳ: Bảo tàng Nghệ thuật, Đại học Brigham Young. ISBN 978-0-8425-2334-9.
- Nhiều tác giả (1986). Larissa Bonfante (biên tập). Etruscan Life and Afterlife: A Handbook of Etruscan Studies [Kiếp sống và kiếp sau của người Etrusca: Sổ tay về nghiên cứu Etrusca]. Detroit: Nhà xuất bản Đại học Tiểu bang Wayne. ISBN 0-8143-1813-4.